# Gonzalo Molina
Gonzalo Molina (né le 5 mai 1995) est un coureur cycliste argentin. Spécialisé en BMX, il a été champion panaméricain en 2016 et a représenté l'Argentine aux Jeux olympiques de 2016 à Rio.

## Palmarès

### Jeux olympiques
- Rio 2016
  - Éliminé en demi finale du BMX

### Championnats du monde
- Auckland 2013
  -  Médaillé d'argent du BMX juniors
- Nantes 2022
  - 4e du BMX

### Coupe du monde
- 2013 : 46e du classement général
- 2014 : 50e du classement général
- 2015 : 30e du classement général
- 2016 : 10e  du classement général
- 2017 : 9e du classement général
- 2018 : 9e du classement général
- 2019 : 8e du classement général, vainqueur d'une manche
- 2020 : 26e du classement général
- 2022 : 14e du classement général
- 2023 : 13e du classement général
- 2024 : 27e du classement général

### Jeux sud-américains
- Santiago 2014
  -  Médaillé de bronze du BMX
- Cochabamba 2018
  -  Médaillé d'argent du BMX

### Championnats panaméricains
- 2013
  -  Médaillé de bronze du BMX juniors
- 2016
  -  Champion panaméricain de BMX
- 2017
  -  Médaillé d'argent du BMX
- Lima 2021
  -  Médaillé de bronze du BMX
- Chillán 2025
  -  Médaillé d'argent du BMX